# Tolga Tekinalp
Tolga Tekinalp (Sinope, 28 dicembre 1974) è un ex cestista turco.

## Palmarès
- Campionato turco: 2

Ülkerspor: 1994-95, 1997-98
- Coppa del Presidente: 1

Ülkerspor: 1995